# Joaquim Pueyo
Pour les articles homonymes, voir Pueyo (homonymie).
Joaquim Pueyo, né le 30 mai 1950 à Alençon (Orne), est un directeur des services pénitentiaires et homme politique français.
Membre du Parti socialiste puis vice-président de Fédération progressiste, il est maire de Livaie de 1983 à 2008, conseiller général de l'Orne de 1988 à 2012, député de la première circonscription de l'Orne de 2012 à 2020 et maire d'Alençon de 2008 à 2017 puis depuis le 30 juin 2020.

## Biographie

### Carrière dans l'administration pénitentiaire
En 2007, Joaquim Pueyo est nommé chef d'établissement de la maison d'arrêt de Fleury-Mérogis et termine sa carrière en 2012 comme inspecteur territorial à la direction interrégionale des services pénitentiaires de Rennes.
En avril 2013, il publie Des hommes et des murs, un livre sur son expérience de directeur de prison.

### Parcours politique

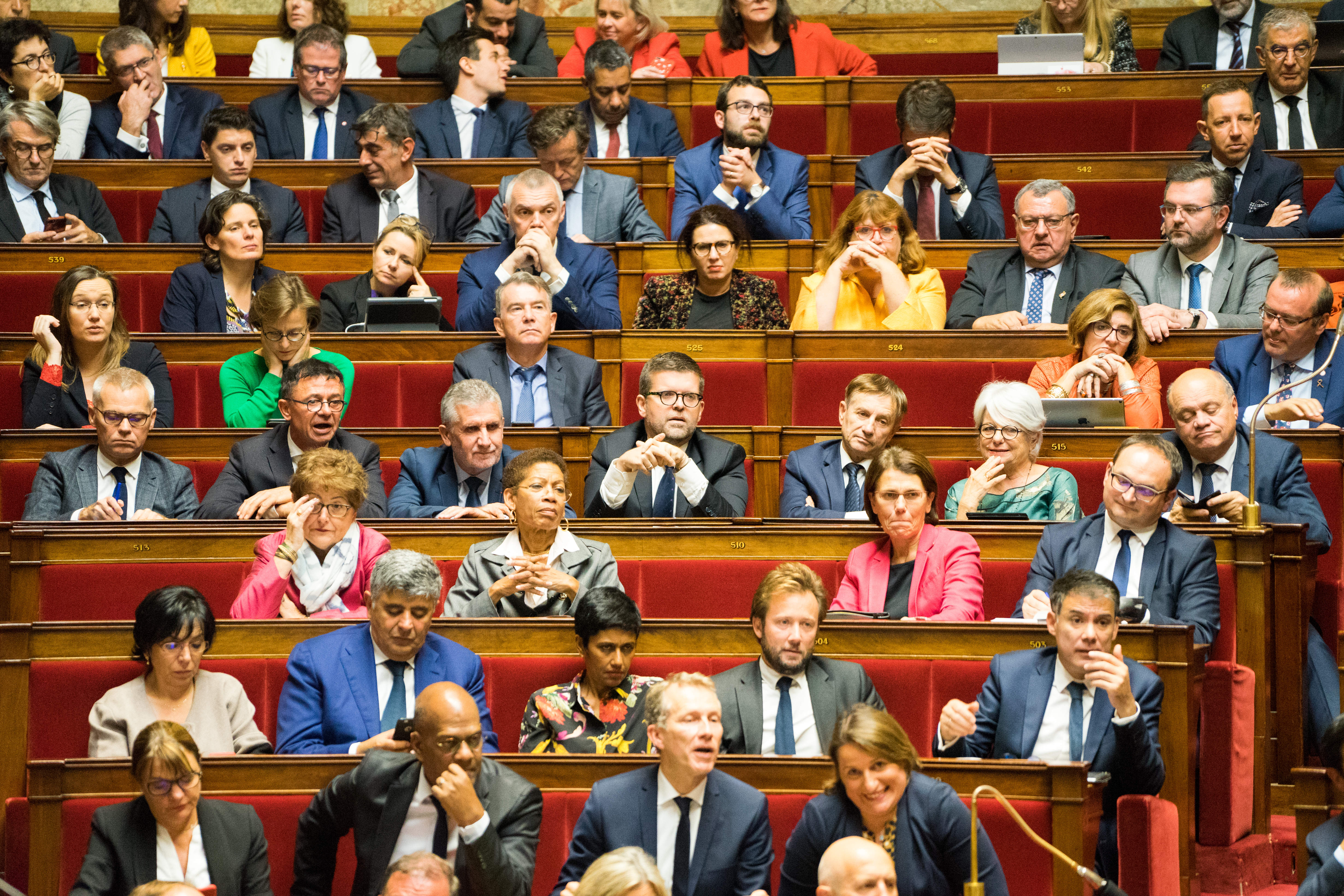
Joaquim Pueyo en 2018 en séance dans l'hémicycle de l'Assemblée nationale à droite du 4e rang.

Joaquim Pueyo est d'abord élu maire de Livaie en 1983. Il est élu six ans plus tard conseiller général du canton d'Alençon-1 où il succède à l'UDF André Artois.
Membre du Parti socialiste, il est candidat aux élections législatives françaises de 1997 dans la première circonscription de l'Orne. Il est cependant battu au second tour par le député sortant Yves Deniaud avec 46,80% des voix. Il est à nouveau battu en 2002 et en 2007.
En mars 2008, il quitte la mairie de Livaie pour remporter, dès le premier tour, les élections municipales à Alençon, préfecture de l'Orne avec 50,74 % des voix. Il est élu maire par le conseil municipal le 14 mars. Il est élu président de la communauté urbaine d'Alençon en avril 2008.
Il est finalement élu député avec 53,05 % des voix le 17 juin 2012. Touché par le cumul de mandats, il abandonne alors celui de conseiller général.
À l'Assemblée nationale, il est notamment membre de la Commission de la défense nationale et de la Commission des affaires européennes, ainsi que président du groupe d'études sur les prisons et les conditions carcérales.
En juin 2017, il est réélu député. Bien qu'il n'ait pas revendiqué d'investiture politique, il se réclamait de la majorité présidentielle, et La République en marche n'avait pas présenté de candidat face à lui au premier tour. Il rejoint finalement le groupe socialiste à l'Assemblée.
Joaquim Pueyo est élu maire d'Alençon le dimanche 28 juin 2020. Pour raison d'incompatibilité avec ce dernier mandat il démissionne de l'Assemblée nationale, avec effet au 2 août 2020 ; il est remplacé par sa suppléante, Chantal Jourdan.
En mars 2022, aux côté d'autres personnalités issues du PS comme Olivier Klein, Juliette Méadel, Patrice Vergriete (maire de Dunkerque), Thierry Repentin, David Kimelfeld ou encore Pascal Terrasse, il prend part à la formation de Fédération progressiste, parti crée par François Rebsamen après l'annonce de son intention de voter pour Emmanuel Macron à l'élection présidentielle. Joaquim Pueyo est désigné co-vice président du parti.

## Décorations
- Chevalier de la Légion d'honneur
- Médaille d'honneur de l'administration pénitentiaire, argent (2005)[10]

## Publication
- Joaquim Pueyo, Des hommes et des murs, Paris, Le Cherche midi, coll. « Documents », 2013, 224 p. (ISBN 978-2-7491-2155-0)